# Seznam urugvajskih politikov
Seznam urugvajskih politikov.

## A
Alberto Abdala - Luis Almagro - Danilo Astori -

## B
Didier Opertti Badan -
Hugo Batalla -
José Batlle y Ordóñez -

## E
Enrique Erro -

## F
Emilio Frugoni - 

## G
Reinaldo Gargano - 

## L
Jorge Larrañaga - 

## M
Pedro Cosio Masden - José Mujica (1935 - 2025)

## O
Manuel Oribe

## P
Luis Lacalle Pou

## S
Julio María Sanguinetti -

## T
Lucía Topolansky - Daisy Tourné

## V
Tabaré Vázquez